# Lac de Plav
Le lac de Plav (serbe : Plavsko jezero) est un lac glaciaire localisé sur le territoire de la municipalité de Plav au nord-est du Monténégro. Situé entre les massifs du Prokletije et du Visitor, le lac se situe à une altitude de 906 mètres. 
Sa profondeur maximale se limite à 9 mètres alors que sa superficie est de 1,99 km2. Dans la région, le lac est une attraction touristique.